# Pišćanovec
Pišćanovec is een plaats in de gemeente Varaždinske Toplice in de Kroatische provincie Varaždin. De plaats telt 80 inwoners (2001).